# Vlag van Drôme

Vlag van Drôme

De vlag van Drôme is de niet-officiële vlag van het Franse departement Drôme. Net als de meeste andere departementen van Frankrijk heeft Drôme geen officiële vlag, maar wordt de hier rechts afgebeelde vlag op niet-officiële wijze gebruikt. De vlag is afgeleid van het wapen van dit departement.
De vlag bestaat uit twee helften:
1. Bovenste helft: Een gele achtergrond met een blauwe dolfijn in het midden. De dolfijn heeft rode vinnen en een sierlijk ontwerp.
2. Onderste helft: Blauwe en witte golvende lijnen die elkaar afwisselen.

Het ontwerp toont de vlag van de voormalige provincie Dauphiné, met een golvende banen die de rivier de Drôme voorstelt. De vlag is geïnspireerd op het ontwerp van het wapen dat in 1950 is voorgesteld door Robert Louis.
Naast deze vlag is er een logovlag in gebruik.

Vlag van de Dauphiné
Logovlag